# Sven Smajlagić
Sven Smajlagić (Zagreb, 5. lipnja 1990.), hrvatski profesionalni košarkaš. S hrvatskom reprezentacijom (do 18) bio je brončani na Europskom prvenstvu 2008. godine u Grčkoj (Amaliada, Pyrgos).